# Formicoxenus nitidulus
Formicoxenus nitidulus là một loài kiến thuộc họ Formicidae. Loài này có ở Áo, Đan Mạch, Phần Lan, Pháp, Đức, Vương quốc Anh, Ý, Na Uy, Ba Lan, Thụy Điển, và Thụy Sĩ. Tiếng Anh còn gọi là Shining Guest Ant.

## Môi trường sống
Loài này có tên tiếng Anh là Shining Guest Ant do nó sống chung với loài Formica aquilonia và Formica lugubris, cả hai loài này đều thuộc nhóm loài Formica rufa với tên thông dụng tiếng Anh là wood ant.

## Bề ngoài
Đây là một loài kiến rất nhỏ, dài khoảng 2–3 mm, thân màu đỏ, gần giống sắc của các loài kiến Formica và chúng sống chung, tuy nhiên thân hình sáng bóng dễ nhận ra.